# ميليزيتوز
الميليزيتوز (بالإنجليزية: Melezitose)‏ هو سكر ثلاثي التسكر غير مختزل ينتج من الكثير الحشرات التي تتغذى بعصارة النبات بما يشمل عائلة المنيات (التي تنتمي حشرة المن لها) مثل السينارة شعرية القرون بوساطة تفاعل إنزيمي.